# 붉은배브루시
붉은배브루시(Brucepattersonius igniventris)는 비단털쥐과에 속하는 남아메리카 설치류의 일종이다. 브라질 상파울루주 이포랑가 모식산지에서 겨우 몇 점의 표본만이 알려져 있다. 서식지 감소로 위협을 받고 있으며, 알토 리베이라 주립 공원에서 보호하고 있다.